# 소관
소관(小冠, coronet)은 금속 고리에 장식물을 부착해서 만드는 작은 관이다. 큰 관에서 나타나는 뚜껑이나 아치 구조가 없다는 점에서 구분되며, 머리띠 형태의 티아라와 달리 완전한 고리 형태라는 점에서 구분된다. 

## 사진

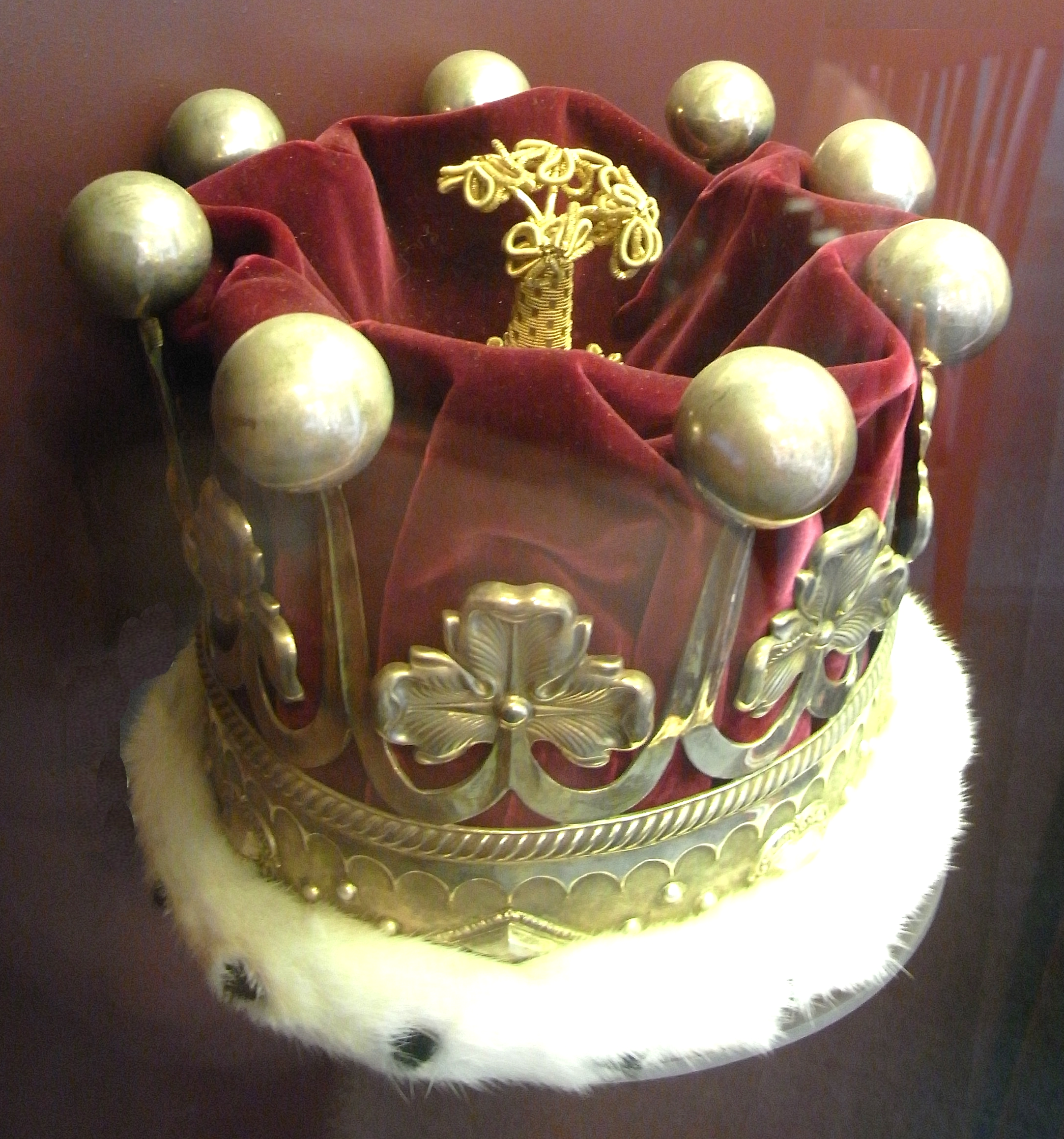
영국의 백작 소관

## 같이 보기
- 티아라
- 관 (문장학)